# Ілім-Ілімма (цар Алалаха)
Ілім-Ілімма (*поч. XIV ст. до н. е.) — цар держави Мукіш (Алалах). Рахується також як Ілім-Ілімма II за загальним переліком представників Ямхадської династії.

## Життєпис
Син царя Нікмепа. Посів трон близько 1400 року до н. е. В цей час ситуація сприяла правителю Мукіша, оскільки Мітанні була послаблена війнами з Єгиптом. Також ще відновилася Хетська держава. Водночас припинилися загарбницькі походи єгиптян, що загрожували північній Сирії. При цьому за окремими відомостями цар Мукіша також визнавав зверхність фараонів.
Вважається, що протягом панування Ілім-Ілімма його держава переживала економічне піднесення, чому сприяло активне відновлення торгівельних шляхів, дружні відносини з Угаритом, союзи з сирійськими і ханаанськими містами. Сам цар Мукіша залишався в столиці Халап. При цьому опікувався розбудовою інших міст.
Помер десь у 1420-х роках до н. е. Йому спадкував син Ітурадду.